# 二重結果の原理
二重結果/効果（の）原理/原則（にじゅうけっか/こうか(の)げんり/げんそく）または二重結果/効果（理）論（にじゅうけっか/こうか(り)ろん、英語: principle of double effectまたはrule of double effect）とは、2つの結果、1つは善い結果でもう1つは悪い結果、が帰結するような行為を合法的に遂行することができるのはどのような時であるかを決定するために、道徳神学・キリスト教哲学において行為の許容性を評価する規則である。この原理の既知の最初の例は、トマス・アクィナスが『神学大全』で言及した正当防衛にあたり他人を殺害することの扱いである。

## 要件
フランシス・ジェレミア・コネルの『新カトリック百科事典』によると、この原理には4つの要件がある。
1. 行為自体が倫理的に善いものであるか、少なくとも善悪無記なものでなければならない。
2. 行為者は悪い結果を積極的に意志してはならないが、単に許容するのみであれば構わない。もしも悪い結果なしに善い結果を達成することができるのであれば、そうすべきである。ただし、悪い結果は、時に間接的に意志的・意図的だと言われる。
3. 善い結果は、悪い結果と少なくとも同じ程度に直接的に行為から生じてくるのでなければならない。つまり、善い結果は、悪い結果によってではなく、行為によって直接的に作り出されるのでなければならない。そうでなければ、行為者は、善い結果へ至るために悪い手段を使用することになってしまうが、それは決して許されないことである。
4. 善い結果は、悪い結果を許容することの埋め合わせをするのに充分な程度に望ましいものでなければならない。この決定を形成するに当たって、事例の重要性に釣り合った配慮と賢慮を持ちながら、多くの要因が慎重に考慮され比較されなければならない。こうして、個人のみに影響する結果よりも、社会に全般的に利益を与えたり害悪を与えたりする結果の方が、より重要である。また、確実に起こる結果は、単に蓋然的な結果よりも、より大きな考慮に値する。そして、単に物質的な物事に関わる結果よりも、倫理的な性格を持っている結果の方が、より大きな重要性を有している（相応性原則）。

## 実例
- 妊娠している女性に対する子宮切除術（間接的中絶）[1]
  - 子宮癌が発見され、すぐにその子宮を切除しなければ女性は死んでしまう。→ 4つの要件に基づいて正当化されることができる。しかしながら、これはキリスト教学的見地での考察である。現代社会においては中絶を二重結果の原理に当てはめて考える事は人権侵害にあたる。
  - 腎臓・肝臓疾患を患い、妊娠状態から解放された方が治療しやすい。→ 女性の健康は中絶の結果によって生じてくるため、第3の要件が欠けている。上記と同様に現代社会では人権侵害にあたる為、キリスト教の教義においての考察である。
- 戦争において市街地に対する爆撃
  - 敵の工場の生産能力に致命的な打撃を与えるために爆撃を行うが、近隣に居住する無辜の一般市民が巻き添えとなる悪い結果が伴う。→ 4つの要件に基づいて正当化されることができる。
  - 敵の士気を挫くために、意図的に一般市民への殺戮を行う。→ 戦争の早期終結は無差別殺戮の結果によって生じてくるため、第3の要件が欠けている。
- 新種の病気の蔓延にあたり、有限な医療資源を適正的に配分する
  - 医師は治癒する可能性の高い患者だけを選別して治療し、治療困難な患者は放置しようと決断する。選別されなかった患者たちが死亡してしまう悪い結果が生じてくるのを予見してはいるが、意図してはいない。→ 4つの要件に基づいて正当化されることができる。
  - 医師はこの新種の病気の特質をよりよく知るために、治療困難な患者を意図的に放置するような実験計画を策定する。→治療困難な患者の病状の悪化という悪い手段により、長期的な医学的善という善い結果を達成しようとしているが、第3の要件が欠けている。

## 参考資料
1. 1 2 3  山本芳久 (2003年). “「二重結果の原理」の実践哲学的有効性――「安楽死」問題に対する適用可能性”. 死生学研究. pp. 295-316. 2021年4月20日閲覧。
2. ↑  Summa Theologiae, IIa-IIae Q. 64, art. 7
3. ↑  “ガイドライン”. www.jspm.ne.jp. 2021年4月20日閲覧。